# 川中温泉
川中温泉（かわなかおんせん）は、群馬県吾妻郡東吾妻町にある温泉である。

## 概要
カルシウム硫酸塩泉完全放流加水無し（一部加温）の温泉で、源泉は吾妻川支流雁ケ沢川の中から湧出しており、温泉名もこれに由来する。
和歌山県龍神温泉、島根県湯の川温泉とともに三大美人湯に数えられる。龍神温泉・湯の川温泉・川中温泉は、1989年に「日本三美人湯」
として姉妹協定を結んだ。1989年以後持ち回りで「美人の湯サミット」を開催していたが、2004年のサミットが最後になった。2016年には共同でのプロモーションの試みが行われた。

## 温泉街
一軒宿の「かど半旅館」が存在する。近くの松ノ湯温泉と併せて、吾妻渓谷温泉郷とも呼ばれている。

## 歴史
発見時期は不明。地元の人は中世から利用していたと言われ、口碑によると「源頼朝の臣重田四郎が健久4年（1193年）病を得て除籍され、永くこの地で療養に当たった」とされている。1616年（元和2年）『沼田領品々覚書』によると、江戸初期の真田氏統治の時代には「おたすけ湯」と言い、困窮、難病の人に開放され湯銭は取らなかったという。1716年（享保元年）の湯支配出入裁許状（浦野文書）によると、湯小屋は1701年（元禄14年）に建てられたという。『吾妻郡略記』によると効能として腫物、とげぬき、難病に効くとされていた。江戸時代には応永寺の松寺小林寺の了牛和尚が近隣24村から奉加の力を借りて湯小屋を建て、入浴客の便宜を図っていた。1714年（正徳4年）には本寺である応永寺の管理下に置かれた。1860年（万延元年）には浄瑠璃の竹本政太夫が同地に滞在して浄瑠璃を広めている。
近世には湯の権利を巡って争いが続き、1681年（天和元年）横谷村と松尾村、天保年間には再び横谷村の半兵衛が草津町のような湯治場にしたいと訴え内済に終わったりしている。
源泉が川の中にあるため、時々流されては河原と化しその都度松尾村から人足が出て復旧作業をしたため、地元住民は無料で入れる習わしが昔からあった。明治時代には旅館が出来湯治場としてにぎわいを見せていたものの、1910年（明治43年）、1920年（大正9年）、1935年（昭和10年）、1940年（昭和15年）と大洪水、山津波、集中豪雨などにより薬師堂以外跡形もなく流され、しばらくの間湯だけが放流されていたものの、1947年に「かど半旅館」が再建され現在に至っている。2020年現在の本館は1939年から1940年ごろに建てられており、新館は1969年ごろ建てられた。
浴客は1911年（明治44年）には年間175人、1912年（大正元年）には231人、1921年（大正10年）は209人であったが、国道145号やJR吾妻線の開通により大幅に増加し、1964年（昭和39年）には7200人に達している。

## アクセス
- 車:関越自動車道渋川伊香保ICより約60分。
- 鉄道:JR吾妻線川原湯温泉駅よりタクシー10分[1]。